# إدوين إم. ترومان
إدوين إم. ترومان (بالإنجليزية: Edwin M. Truman)‏ هو اقتصادي أمريكي، ولد في 1941.